# Polyamide 11
Polyamide 11, PA11 of nylon 11 is een polyamide dat verkregen wordt door polymerisatie van het monomeer 11-aminoundecaanzuur, met de chemische formule NH2-(CH2)10-COOH. De polymerisatie gebeurt op hoge temperatuur, rond 215°C, boven het smeltpunt van 11- (of ω-)aminoundecaanzuur (ca. 190°C).
De polymeerketens van polyamide 11 hebben volgende structuur:
-[NH-(CH2)10-CO]n-
Men kan polyamide 11 een bioplastic noemen, daar de grondstof een plantaardige wonderolie is, waaruit 11-aminoundecaanzuur wordt verkregen in verschillende stappen. Het is echter niet biologisch afbreekbaar.
Polyamide 11 is, zoals polyamide 12 ontwikkeld door Atochem (tegenwoordig Arkema), dat het verkoopt onder de merknaam Rilsan PA11.
PA 11 is een thermoplastisch polymeer dat onder andere verwerkt wordt tot hydraulische en pneumatische leidingen en de bekleding van elektrische kabels.